# Limbo (ballo)

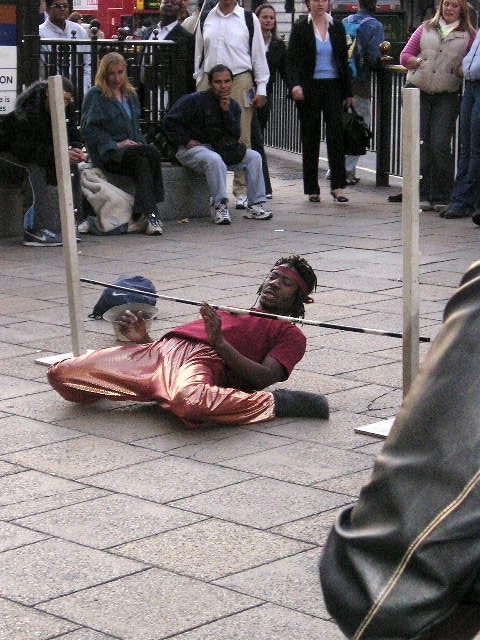
Un ballerino di limbo nelle strade di Londra.

Il limbo è un ballo originario dell'isola di Trinidad, anche se spesso erroneamente gli vengono attribuite origini hawaiane. Il ballerino deve danzare a tempo con una musica caraibica e allo stesso tempo passare al di sotto di un bastone orizzontale piegando le gambe in avanti ed il petto all'indietro, senza toccare il bastone e senza cadere. Solitamente la danza viene eseguita da un certo numero di persone e quando una di esse tocca il bastone con il petto o il terreno con la schiena viene eliminata. Quando tutti i danzatori in gara sono passati sotto l'asticella, questa viene abbassata, aumentando la difficoltà, e il turno ricomincia da capo. La danza continua sino a che non rimane un solo ballerino, che è il vincitore.
Negli ultimi anni il limbo ha goduto di crescente popolarità e viene spesso usato come danza per rompere il ghiaccio e socializzare nei villaggi turistici e nelle crociere.

## Il limbo nella cultura di massa
- Nel 1962 il cantautore americano Chubby Checker ha composto la famosa canzone Limbo Rock, cover di una versione strumentale dell'anno prima dei The Champs; da allora tale brano musicale viene spesso usato come sottofondo quando si balla il limbo.
- Nella serie animata Futurama il personaggio secondario Hermes Conrad ha rappresentato la Terra nelle Olimpiadi del 2980 proprio come atleta nelle gare di limbo.